# 内江公园
内江公园是中華人民共和國上海市楊浦區的一個公園，位於控江路261號，公園前身是果園苗圃，面積1.55公頃。1983年開始改建為公園，1984年10月1日建成開放。